# 加賀美真也
加賀美 真也（かがみ しんや、1998年8月17日 - ）は、山口県出身の小説家である。

## 概要
2018年に「夢を叶えたその先で」で小説家になろう×スターツ出版文庫大賞の青春恋愛部門を受賞し、後に『それでも僕らは夢を描く』と改題して同作が出版された。

## 書籍化作品
- 『それでも僕らは夢を描く』（イラスト: 前田ミック、2018年11月28日、スターツ出版文庫〈スターツ出版〉、ISBN 9784813705789）[5][6]
- 『拝啓、嘘つきな君へ』（イラスト: 中村至宏、2019年4月28日、スターツ出版文庫〈スターツ出版〉、ISBN 9784813706700）[7][8]
- 『たとえ、僕が永遠に君を忘れても』（イラスト: 前田ミック、2020年10月28日、スターツ出版文庫〈スターツ出版〉、ISBN 978-4-8137-0992-3）[9][10]
- 『明日、君が死ぬことを僕だけが知っていた』（2021年4月28日、スターツ出版文庫〈スターツ出版〉、ISBN 9784813710837）[11][12]